# Préquelle
Une préquelle, (de l'anglais prequel), également appelé un préquel,, ou encore une présuite ou un antépisode au Canada francophone, est, en littérature, au cinéma, dans les séries télévisées, en musique ou dans les jeux vidéo, une œuvre dont l'histoire précède celle d'une œuvre antérieurement créée,,.
La préquelle, qui raconte notamment l'origine des personnages et des événements de l'œuvre originale, s'oppose donc à la suite (sequel en anglais). Par rapport à une suite, une préquelle est désavantagée du point de vue du suspense narratif : pour un film par exemple, le spectateur sait que les personnages de l'œuvre originale ne peuvent pas mourir dans une préquelle.
La différence avec le flashback ou l’analepse est l'étendue : la préquelle constitue une œuvre autonome et non un passage.

## Terminologie et étymologie
D'après l’Oxford English Dictionary, le terme anglais « prequel » apparaît d'abord en 1958, dans un article d'Anthony Boucher publié dans le Magazine of Fantasy & Science Fiction. Ce néologisme est un mot-valise créé à partir du préfixe pre- et du substantif sequel. Le concept désigné par ce néologisme est très ancien puisque les Chants cypriens, composés postérieurement à l’Iliade, narrent des événements antérieurs, mais le terme lui-même demeure relativement marginal jusqu'à ce que l'expression anglaise se voie largement médiatisée par la sortie de la seconde trilogie Star Wars (1999–2005), qui relate les événements précédant la naissance de Luke Skywalker.
L'anglicisme « prequel » apparaît alors rapidement dans la langue française, pour désigner un phénomène autrefois exprimé par des périphrases ou dans un jargon narratologique (« continuation analeptique » par exemple). Le mot s'impose auprès du public et est par exemple utilisé pour la traduction du livre First King of Shannara de Terry Brooks, intitulé en français Le Premier Roi de Shannara - Préquelle de Shannara. Son orthographe est francisée en « préquel » puis décliné au féminin en « préquelle »,.
En 2005, à la suite d'une proposition du comité de terminologie de Radio-Canada, l'Office québécois de la langue française propose le terme « antépisode ».
En 2010, la Commission d'enrichissement de la langue française en France recommande le terme « présuite ».

### Noms pour les autres cas
D'autres choix de positions d'une œuvre ont reçu des noms spécifiques en anglais, sans que des traductions françaises se soient répandues :
- un midquel se déroule au « milieu » d'une autre œuvre : son action se situe entre le début et la fin d'une œuvre qui a été écrite avant. Il s'agit souvent de développer une intrigue qui semblait secondaire dans l'œuvre précédente, ou simplement de développer le point de vue d'un autre personnage. On peut citer l'exemple du roman Les Enfants de Húrin, si on le situe par rapport au Silmarillion, qui a été publié avant (même si les exemples de Tolkien ne sont pas le fait de la volonté de l'auteur, mais des héritiers qui ont progressivement publié ses travaux). On peut également ajouter l'exemple du jeu vidéo Halo 3: ODST qui est sorti après Halo 2 mais dont l'histoire se déroule en même temps.
- un interquel se déroule entre deux œuvres publiées précédemment. L'univers étendu de Star Wars fournit un nombre important d'exemples : par exemple, Les Ombres de l'Empire est un interquel par rapport à L'Empire contre-attaque et Le Retour du Jedi. Le Pouvoir de la Force se situe entre La Revanche des Sith et Un nouvel espoir ; c'est-à-dire que l'univers est devenu assez complexe pour faire un interquel entre plusieurs épisodes.

## Exemples célèbres
Une préquelle peut consister en un épisode ou en un cycle entier. Il en va ainsi pour le manga Bad Company par rapport à Young GTO, ou de l'ennéalogie Star Wars (dans ce dernier exemple, il existe même une expression spécifique pour la trilogie constituant une préquelle : « prélogie »).

### Littérature
- Les Chants cypriens, postérieurs à l'Iliade, racontent les origines de la guerre de Troie.

- Rabelais a écrit Gargantua (publié en 1534) après Pantagruel (publié en 1532), alors que Gargantua est le père de Pantagruel.

#### 1800
- La comtesse de Ségur a écrit Les Malheurs de Sophie (1858) après Les Petites Filles modèles, alors que les événements des Malheurs de Sophie précèdent ceux des Petites Filles modèles.
- Rudyard Kipling publie en 1893 une nouvelle, Le mariage de Mowgli (en anglais : In the Rukh), qui met en scène un adolescent élevé par les loups, au moment où il tourne le dos à sa vie sauvage pour épouser une jeune fille et entrer dans l'administration des forêts de l'Empire des Indes. En 1894 et 1895, Kipling développe l'enfance et l'apprentissage de Mowgli dans plusieurs récits du Livre de la jungle dont le dernier, La Course du printemps (The Spring Running), laisse prévoir son départ vers les filles des humains[10].

#### 1900
- C. S. Lewis a écrit les sept romans du Monde de Narnia (1950-1956) en désordre par rapport à l'ordre chronologique des événements de l'histoire. En effet, le cinquième des sept tomes, intitulé Le Cheval et son écuyer, fait suite au premier tome (Le Lion, la Sorcière blanche et l'Armoire magique), et le sixième tome est celui où les événements sont les plus anciens, en l'occurrence, Le Neveu du magicien.
- Lloyd Alexander a écrit L'Enfant trouvé et autres histoires de Prydain (publié en 1973) après le cycle des Chroniques de Prydain (publié entre 1964 et 1968), alors que les événements de L'Enfant trouvé précèdent ceux des Chroniques de Prydain.
- Ken Follet a écrit Le Crépuscule et l'Aube (2020) après Les Piliers de la Terre (1990).
- Stephen King a écrit Les Petites Sœurs d'Éluria (1998) après avoir écrit les sept tomes de la saga La Tour sombre. Cette nouvelle raconte les péripéties de Roland de Gilead avant les événements du tome 1 de la série : Le Pistolero.
- Yan Lianke, La Fuite du temps (1998).

#### 2000
- Le cycle Avant-Dune (2000-2002) a été écrit (par le fils de Frank Herbert, Brian Herbert, assisté de Kevin J. Anderson) après le célèbre cycle de Dune (1965), alors qu'Avant-Dune narre une histoire qui se déroule une trentaine d’années avant Dune.
- Kenneth Oppel a écrit Darkwing (2007) après Firewing, alors que les événements de Darkwing précèdent ceux de Silverwing.
- J. K. Rowling a écrit le Prologue à Harry Potter en 2008 qui se situe trois ans avant la naissance de Harry Potter et met en scène une aventure de Sirius Black et James Potter.
- Stephenie Meyer a écrit L'Appel du sang (2010) après avoir écrit les quatre tomes de Twilight. Elle reprend le personnage de Bree Tanner, qui apparait dans le troisième tome, Hésitation.
- Daniel Handler a écrit la tétralogie Les Fausses Bonnes Questions (2012-2015), dont les événements précèdent la première série publiée puisqu'ils appartiennent à la jeunesse de Lemony Snicket, le narrateur adulte dans Les Désastreuses Aventures des orphelins Baudelaire (1999-2006).

### Cinéma
- Le Corrupteur (1972), préquelle des Innocents (1961)
- Les Joyeux Débuts de Butch Cassidy et le Kid (1979), préquelle de Butch Cassidy et le Kid (1969)
- Indiana Jones et le Temple maudit (1984), préquelle d’Indiana Jones et les Aventuriers de l'arche perdue (1981)
- Portés disparus 2 (1985), préquelle de Portés disparus (1984)
- le film Twin Peaks: Fire Walk with Me (1992) préquelle de la série Twin Peaks (1990-1991)
- The Jungle Book: Mowgli's Story (1998), préquelle du Livre de la jungle (1994)
- Star Wars - Épisodes I à III (1999–2005) et Rogue One: A Star Wars Story (2016), préquelles des épisodes IV à VI (1977–1983)
- Bartok le Magnifique (1999), préquelle d'Anastasia (1997)[11]
- Les Pierrafeu à Rock Vegas (2000), préquelle de La Famille Pierrafeu (1994)
- Joseph, le roi des rêves (2000), préquelle du Prince d'Égypte (1998)[12]
- Dumb and Dumberer : Quand Harry rencontra Lloyd (2003), préquelle de Dumb and Dumber (1994)
- L'Exorciste : Au commencement (2004), préquelle de L'Exorciste (1973)
- Cube Zero (2004), préquelle de Cube (1997)
- Hannibal Lecter : Les Origines du mal (2007), préquelle de Dragon rouge (2002)
- Dragon rouge (2002), préquelle de Le Silence des agneaux (1991)
- Le Secret de la Petite Sirène (2008), préquelle de La Petite Sirène (1989)
- Totally Spies! Le film (2009), préquelle de la série d'animation Totally Spies! (2001)
- La Mission de Chien Noël (2010), préquelle des copains fêtent Noël (2010)
- The Thing (2011), préquelle de The Thing (1982)
- X-Men : Le Commencement (2011), préquelle de X-Men (2000)
- Destination finale 5 (2011), préquelle de Destination finale (2000)
- Le Chat potté (2011), préquelle de Shrek (2001) [13]
- la trilogie du Hobbit (2012–2014), préquelle de la trilogie du Seigneur des anneaux (2001–2003) [14]
- Prometheus (2012), préquelle d'  Alien, le huitième passager (1979)
- Rec 3 Génesis (2012), préquelle de Rec (2007) et Rec 2 (2009)
- Le Monde fantastique d'Oz (2013), préquelle du Magicien d'Oz (1939)
- Monstres Academy (2013), préquelle de Monstres et Cie (2001)
- Le Clan des suricates : L'aventure commence (2013), préquelle de la série live Le Clan des suricates (2005–2008)
- Détective Dee 2 : La Légende du Dragon des mers (2013), préquelle de Détective Dee : Le Mystère de la flamme fantôme (2010)
- Les Pingouins de Madagascar (2014-2015), préquelle de Madagascar (2005-2012)
- Les Minions (2015), préquelle de Moi, moche et méchant (2010)
- Les Animaux fantastiques (2016), préquelle de la saga Harry Potter (2001-2011)
- La Tour de contrôle infernale (2016), préquelle de La Tour Montparnasse infernale (2001)
- Le Chasseur et la Reine des glaces (2016), préquelle de Blanche-Neige et le Chasseur (2012)
- Ouija 2 (2016), préquelle de Ouija (2014)
- Kong: Skull Island (2017), préquelle de Godzilla (2014)
- Wonka (2023), préquelle de Charlie et la Chocolaterie (1971)
- Saw X (2023), préquelle des films Saw (2004) et Saw 2 (2005)
- Mufasa : Le Roi lion (2024), préquelle du Roi lion (2019)

### Télévision
- The Carrie Diaries (2013–2014), préquelle de l'adolescence de Carrie Bradshaw, personnage principal de Sex and the City (1998–2004)
- Star Trek: Enterprise (2001–2005), préquelle de Star Trek (1966–1969)
- Caprica (2010), préquelle de Battlestar Galactica (2004–2009)
- Les Enquêtes de Morse (2012–), préquelle d'Inspecteur Morse (1987–2000)
- Kangoo Juniors (2000–2002), préquelle de Kangoo (1996–1999)
- Le Livre de la jungle, souvenirs d'enfance (1996–1997), préquelle du Livre de la jungle (1967)
- Albator 84 (1982–1983), préquelle d’Albator 78 (1978–1979)
- Bates Motel (1987), préquelle du film Psychose (1960)
- Kaamelott : Livre VI (2009), préquelle de Kaamelott (2005-2009)
- Fear the Walking Dead (2015-2023), préquelle de The Walking Dead (2010-2022)
- Better Call Saul (2015-2022), préquelle de Breaking Bad (2008 - 2013)
- Spartacus : Les Dieux de l'arène (2011), préquelle de Spartacus : Le Sang des gladiateurs (2010)
- Sur la terre des géants (2005), préquelle de Sur la terre des dinosaures (1999)
- Jurassic World : La colo du Crétacé (depuis 2020), préquelle se situant entre les événements de Jurassic World (2015) et les événements de Jurassic World: Fallen Kingdom (2018)
- Godfather of Harlem (2019-), préquelle du film American Gangster (2007)
- Grease: Rise of the Pink Ladies (2023), préquelle des films Grease (1978) et Grease 2 (1982)
- Les Origines du péché (2022-), préquelle des Enfants du péché (2014-2015)[15],[16] [15],[16]
- House of the Dragon (2022-), préquelle de Game of Thrones (2011-2019)

### Jeux vidéo
- Resident Evil Zero (2002), préquelle de Resident Evil (1996) ;
- Crisis Core : Final Fantasy VII (2007), préquelle de Final Fantasy VII (1997) ;
- Fire Emblem: The Blazing Blade (2003), préquelle de Fire Emblem: The Binding Blade (2002) ;
- Grand Theft Auto: Liberty City Stories (2005), préquelle de Grand Theft Auto III (2001) ;
- Grand Theft Auto: Vice City Stories (2006), préquelle de Grand Theft Auto: Vice City (2002) ;
- Grand Theft Auto: Online (octobre 2013), préquelle de Grand Theft Auto V (septembre 2013) ;
- Deus Ex: Human Revolution (2011), préquelle du premier Deus Ex (2000) ;
- Metal Gear Solid 3: Snake Eater (2004), préquelle de Metal Gear Solid (1998) ;
- Devil May Cry 3 : L'Éveil de Dante (2005), préquelle de Devil May Cry (2001) ;
- Halo: Reach (2010), préquelle de Halo: Combat Evolved (2002) ou interquel entre Halo Wars (2009) et Halo: Combat Evolved (2002) ;
- Halo Wars (2009), préquelle de Halo: Combat Evolved (2002) (mais pas de Halo: Reach car ce dernier est sorti après) ;
- Halo 3: ODST (2009), préquelle de Halo 3 (2007) ;
- Hitman: Damnation (2012), préquelle de Hitman Absolution (2012) ;
- Batman: Arkham Origins (2013), préquelle de Batman: Arkham Asylum (2009) ;
- Kingdom Hearts: Birth by Sleep (2010), préquelle de Kingdom Hearts (2002) ;
- Kingdom Hearts: 358/2 Days (2009), préquelle de Kingdom Hearts 2 (2006) ;
- Outlast: The Whistleblower (2014), préquelle de Outlast (2013) ;
- Borderlands: The Pre-Sequel! (2014), préquelle de Borderlands 2 (2012) ;
- Five Nights at Freddy's 2 (novembre 2014), préquelle de Five Nights at Freddy's (août 2014) ;
- Life Is Strange: Before the Storm (2017), préquelle de Life Is Strange (2015) ;
- Red Dead Redemption II (2018), préquelle de Red Dead Redemption (2010) ;
- Red Dead Online (novembre 2018), préquelle de Red Dead Redemption II (octobre 2018) ;
- Yakuza Zero (2015), préquelle de Yakuza (2005) ;
- God of War: Ascension (2013), préquelle de God of War (2005) ;
- Professeur Layton et sa deuxième trilogie (L'Appel du Spectre, Le Masque des miracles, L'Héritage des Aslantes) (2009-2013), préquelle de la première trilogie (L'étrange village, La Boîte de Pandore, Le Destin Perdu)  (2007-2008) ;
- Wolfenstein: The Old Blood (2015), préquelle de Wolfenstein: The New Order (2014) ;
- Yoshi (1995-2019), préquelle de Mario (1985-2019) ;
- Uncharted: Golden Abyss (2011), préquelle de Uncharted: Drake's Fortune (2007).

### Bande dessinée
- Avant l'Incal (1988) d'Alejandro Jodorowsky, préquelle de L'Incal (1981–1988) du même auteur
- Le Bâton de Plutarque (2014) d'Yves Sente, préquelle du Secret de l'Espadon (1953) d'Edgar P. Jacobs.
- Bad Company (1997) de Tōru Fujisawa, préquelle de Young GTO (1991–1996) du même auteur
- Trivial (2009) de Seishi Kishimoto, préquelle de Blazer Drive (2008–2011) du même auteur
- Vingt mois avant (2014), 11e tome de la série De cape et de crocs, dont il constitue une préquelle par rapport aux dix premiers épisodes
- Jaco the Galactic Patrolman (2013) d'Akira Toriyama, préquelle de Dragon Ball (1984–1995) du même auteur
- Orkaëlle (1989) d'Olivier Taffin, 6e tome de la série Orn, dont il constitue une préquelle par rapport aux cinq premiers épisodes réalisés avec Patrick Cothias
- Young Black Jack (2011–) de Yoshiaki Tabata, préquelle de Black Jack (1973–1983) d'Osamu Tezuka
- One Piece Chapitre 0 (Strong World) (2009) d'Eiichirō Oda, préquelle de One Piece (1997– ) du même auteur

### Cas difficiles à déterminer
Le terme prequel est également utilisé pour des œuvres créées avant qu'il ne se répande, par exemple pour des opéras. De nombreux écrivains se sont penchés sur la jeunesse de leur héros après en avoir écrit plusieurs aventures.
Le Silmarillion est qualifié de préquelle du Seigneur des anneaux alors qu'il a été ébauché bien avant les autres œuvres du même univers. Il est resté inachevé (les héritiers de John Tolkien ont fait un minimum de modifications pour publier une œuvre cohérente).
Un cas un peu plus complexe est celui de la saga James Bond : le premier livre de la série, Casino Royale ou Espions, faites vos jeux, était le seul à ne pas avoir été adapté dans le cycle officiel des films (la première adaptation de Casino Royale était télévisée). Vu les termes en lesquels Ian Fleming a négocié les droits, l'adaptation cinématographique fut longtemps impossible). En 2006, un nouveau film de James Bond sortit, adaptant enfin le roman. Il s'agissait d'une préquelle aux autres films au sens où Bond y était un espion débutant, tandis que même le premier film réalisé (James Bond 007 contre Dr. No) le représentait expérimenté. Mais l'action du film sorti en 2006 se déroule clairement au XXIe siècle (au vu des technologies visibles et des références faites au 11 septembre 2001) alors que les premiers films de James Bond se déroulaient pendant la guerre froide (qui prit fin en 1991). Une explication peut être trouvée : le personnage de James Bond est intemporel ; l'époque n'a donc pas véritablement d'importance. Seul le personnage compte.
De même, certains critiques qualifièrent Batman Begins de préquelle, quoique ce film soit une nouvelle adaptation du personnage de Batman, indépendante de tout film ayant existé précédemment, avec même une volonté de se démarquer des précédents films : on parle aussi dans ce cas-là d'un reboot. D'ailleurs, en 2008, la suite de Batman Begins, The Dark Knight : Le Chevalier noir, présentait un personnage du Joker complètement incompatible avec celui du film Batman de 1989.
Terminator Renaissance est un autre cas curieux : la saga Terminator implique de nombreux voyages dans le temps. Les trois premiers films sortis se déroulent dans le présent du spectateur. Terminator Renaissance se passe dans le futur, mais est tout de même considéré comme une préquelle parce qu'il raconte la genèse des personnages venus du futur apparaissant dans les autres films. C'est en quelque sorte un cercle temporel.
Toujours au cinéma, Le Roi lion 3 est à la fois une préquelle et un midquel du film d'animation Le Roi lion, sorti dix ans plus tôt. Il met en effet en scène à la fois des évènements se déroulant avant Le Roi Lion puis d'autres se déroulant en même temps, bien qu'en parallèle.